# Inti Creates
Inti Creates Co., Ltd. is een Japans computerspelontwikkelaar opgericht op 8 mei 1996 door oud-werknemers van Capcom. Het bedrijf werd bekend van spellen in de Mega Man-serie.

## Geschiedenis
Inti Creates werd gevormd door tien oud-medewerkers van Capcom met Takuya Aizu als directeur. Het bedrijf startte in de prefectuur Chiba en breidde in 2008 uit met een studio in Nagoya. In 2003 werd het een beursgenoteerd bedrijf.
Inti Creates leverde grafische ontwerpen voor enkele spellen van Wayforward en werkte samen met de ontwerpers van het spel Mighty No. 9. In 2015 werkte het bedrijf samen met producent Koji Igarashi aan het spel Bloodstained: Ritual of the Night, dat in 2018 voor uitgave gepland staat.

## Ontwikkelde spellen (selectie)
| Jaar | Titel                              | Platform                                                  |
| ---- | ---------------------------------- | --------------------------------------------------------- |
| 1998 | Speed Power Gunbike                | PlayStation                                               |
| 1999 | Love & Destroy                     | PlayStation                                               |
| 2002 | Mega Man Zero                      | Game Boy Advance                                          |
| 2003 | Mega Man Zero 2                    | Game Boy Advance                                          |
| 2004 | Mega Man Zero 3                    | Game Boy Advance                                          |
| 2005 | Mega Man Zero 4                    | Game Boy Advance                                          |
| 2005 | Fantastic Children                 | Game Boy Advance                                          |
| 2006 | Mega Man ZX                        | Nintendo DS                                               |
| 2008 | Mega Man 9                         | WiiWare, Xbox Live, PlayStation Network                   |
| 2010 | Mega Man 10                        | WiiWare, Xbox Live, PlayStation Network                   |
| 2011 | Power Rangers Samurai: The Game    | Nintendo DS, Wii                                          |
| 2011 | Gal*Gun                            | Xbox 360, PlayStation 3                                   |
| 2013 | Pac-Man and the Ghostly Adventures | Nintendo 3DS                                              |
| 2014 | Azure Striker Gunvolt              | Nintendo DS, Windows                                      |
| 2014 | Mighty Gunvolt                     | DS, PlayStation Vita, PlayStation 4, Windows              |
| 2016 | Mighty No. 9                       | Windows, OS X, Linux, Xbox 360, PS3, PS4, Wii U, Xbox One |
| 2017 | Blaster Master Zero                | 3DS, Nintendo Switch                                      |